# Kochia
Kochia é um género botânico pertencente à família Amaranthaceae.

## Espécies
Predefinição:Colunas lista